# Podsavezna nogometna liga Brčko 1960./61.
Podsavezna nogometna liga Brčko, također i kao "Brčanska podsavezna nogometna liga" je bila liga četvrtog stupnja nogometnog prvenstva Jugoslavije u sezoni 1960./61. 
 
Sudjelovalo je 10 klubova, a prvak je bio "Hajduk" iz Orašja. 

## Ljestvica
| mj. | klub                     | ut. | pob. | ner. | por. | gol+ | gol- | bod |
| --- | ------------------------ | --- | ---- | ---- | ---- | ---- | ---- | --- |
| 1.  | Hajduk Orašje            | 18  | 13   | 4    | 1    | 72   | 19   | 30  |
| 2.  | Interplet Brčko          | 18  | 10   | 6    | 2    | 54   | 23   | 26  |
| 3.  | BASK Bijeljina           | 18  | 11   | 4    | 3    | 28   | 19   | 26  |
| 4.  | Podrinje Janja           | 18  | 9    | 2    | 7    | 50   | 35   | 20  |
| 5.  | Zora Čelić               | 18  | 6    | 3    | 9    | 32   | 35   | 15  |
| 6.  | Poljoprivednik Novo Selo | 18  | 6    | 2    | 10   | 35   | 39   | 14  |
| 7.  | Posavac Ugljara          | 18  | 6    | 2    | 10   | 41   | 52   | 14  |
| 8.  | Rudar Ugljevik           | 18  | 5    | 4    | 9    | 31   | 52   | 14  |
| 9.  | Glumac Balutun           | 18  | 6    | 0    | 12   | 34   | 68   | 12  |
| 10. | Graničar Brezovo Polje   | 18  | 2    | 3    | 13   | 20   | 55   | 7   |

## Rezultatska križaljka
| kratica | klub                     | BASK | GLU | GRA | HAJ | INT | POD | POLJ | POS | RUD | ZORA |
| --- | ------------------------ | ---- | --- | --- | --- | --- | --- | ---- | --- | --- | ---- |
| BASK | BASK Bijeljina           |      |     |     |     |     |     |      |     |     |      |
| GLU | Glumac Balutun           |      |     |     |     |     |     |      |     |     |      |
| GRA | Graničar Brezovo Polje   |      |     |     |     |     |     |      |     |     |      |
| HAJ | Hajduk Orašje            |      |     |     |     |     |     |      |     |     |      |
| INT | Interplet Brčko          |      |     |     |     |     |     |      |     |     |      |
| POD | Podrinje Janja           |      |     |     |     |     |     |      |     |     |      |
| POLJ | Poljoprivednik Novo Selo |      |     |     |     |     |     |      |     |     |      |
| POS | Posavac Ugljara          |      |     |     |     |     |     |      |     |     |      |
| RUD | Rudar Ugljevik           |      |     |     |     |     |     |      |     |     |      |
| ZORA | Zora Čelić               |      |     |     |     |     |     |      |     |     |      |
| |                          |      |     |     |     |     |     |      |     |     |      |
| podebljan rezultat - utakmice od 1. do 9. kola (1. utakmica između klubova) rezultat normalne debljine - utakmice od 10. do 18. kola (2. utakmica između klubova) rezultat nakošen - nije vidljiv redoslijed odigravanja međusobnih utakmica iz dostupnih izvora rezultat nakošen i smanjen * - iz dostupnih izvora nije uočljiv domaćin susreta prekrižen rezultat - poništena ili brisana utakmica p - utakmica prekinuta 3:0 p.f. / 0:3 p.f. - rezultat 3:0 bez borbe n.i. - nije igrano |                          |      |     |     |     |     |     |      |     |     |      |

 Izvori: 